# Swansea Museum
Swansea Museum er et museum i Swansea, Wales, der blev grundlagt i 1841, og det er dermed det ældste museum i Wales. Det blev oprettet af og til Royal Institution of South Wales, og indeholder en række samlinger med lokalhistorie og transport.